# Mubi (streaming)
MUBI (/ˈmuːbi/; Anteriorment The Auteurs) és una distribuïdora, productora i servei de reproducció en línia de subscripció que ofereix una àmplia selecció de pel·lícules, una base de dades cinematogràfica i un diari digital Notebook.
MUBI ofereix una selecció de films que canvien cada 30 dies. Cada dia s'hi afegeix una nova pel·lícula i se'n retira una d'antiga.
The Auteurs (primer nom que va tenir la plataforma) va ser fundada el 2007 per l'emprenedor turc Efe Çakarel amb l'objectiu de crear una xarxa social per cinèfils. Va canviar el nom de MUBI el 2010 per atènyer més gent arreu del món. La plataforma ofereix vídeo a la carta (VOD) de 30 vídeos alhora. El 2020, van presentar La Videoteca, que presenta una selecció de films, triats pels redactors.
MUBI també exerceix com a distribuïdora i productora. Ha produït entre d'altres: Port Authority (Danielle Lessovitz), Farewell Amor (Ekwa Msangi), Mon Légionnaire (Rachel Lang), i Maniac Cop (Nicolas Winding Refn).